# Ernst Marno

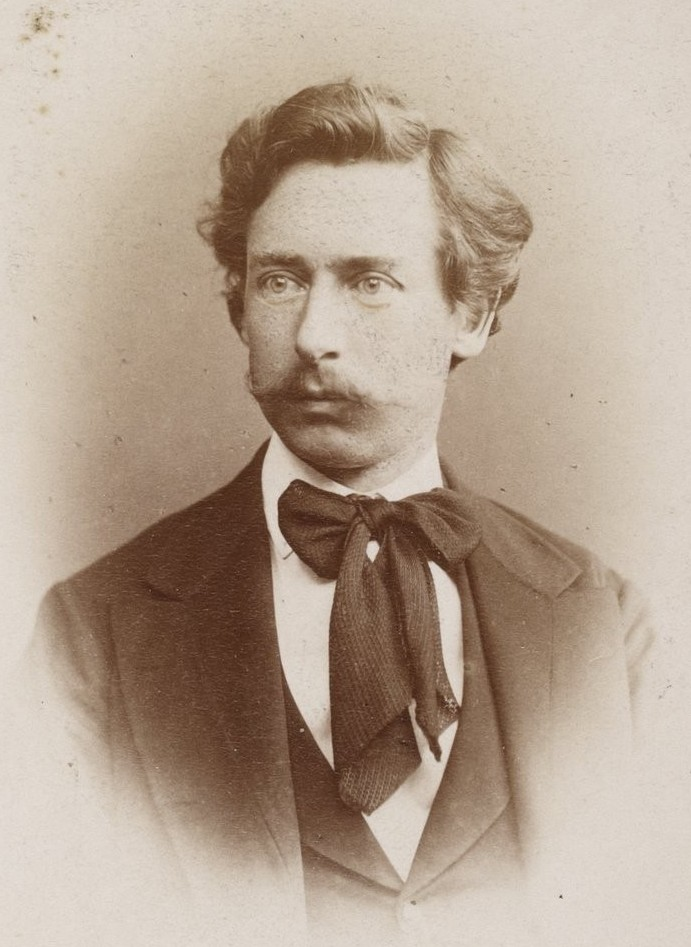
Ernst Marno

Ernst Marno (* 13. Januar 1844 in Wien; † 31. August 1883 in Khartum) war ein österreichischer Afrikaforscher.
Ernst Marno arbeitete zunächst auf dem Gebiet der Zoologie und machte 1866 in Begleitung des Tierhändlers Casanova eine Reise bis an die Grenze Abessiniens mit. Er ging 1869 nach Khartum, von wo er über das Sannar nach Süden bis Fadasi vordrang.
1870 bereiste Marno einzelne Teile von Fasokl, 1871 und 1872 die Gebiete am Bahr el-Seraf und am oberen Bahr el-Abiad und erreichte Gondokoro, wo er mit Samuel Baker zusammentraf. Von dort aus kehrte er nach Wien zurück.
Später folgte er dem Ruf Charles George Gordons an den oberen Nil, erreichte aber nur Lado. Wegen Meinungsverschiedenheiten schloss er sich dann Charles Chaillé-Long an und ging in das Makarakaland. Danach machte er eingehende Forschungen in Kordofan und kehrte 1876 wieder nach Europa zurück.
Die vom belgischen König Leopold II. gegründete Internationale Afrika-Gesellschaft sandte 1877 eine Expedition nach der afrikanischen Ostküste aus, der sich auch Marno anschloss. Die Expedition unternahm im Januar 1878 eine Reise nach der Landschaft Usagara, von der Marno aber bald aus gesundheitlichen Gründen zurückkehren musste. Er ging 1879 wieder zu Gordon und wurde dort Oberbeamter der Provinz Galabat.
Ernst Marno starb am 31. August 1883 in Khartum.
Im Jahr 1894 wurde in Wien-Penzing (14. Bezirk) die Marnogasse nach ihm benannt.
Marno war seit 1863 Mitglied der Wiener akademischen Burschenschaft Olympia.

## Werke
- Reisen im Gebiete des blauen und weissen Nil, im egyptischen Sudan und den angrenzenden Negerländern, in den Jahren 1869 bis 1873. Carl Gerold’s Sohn, Wien 1874.